# Jonas Brothers (албум)
 Тази статия е за албума Jonas Brothers.  За групата вижте Jonas Brothers.  
Jonas Brohers е едноименният втори студиен албум на американската поп рок група Jonas Brothers и първият им албум, издаден от Hollywood Records. Албумът излиза на 7 август 2008. Year 3000 е първият сингъл на албума, Hold On е вторият, следван от SOS като трети, а четвърти е When You Look Me In The Eyes. Това е първият им албум, издаден в CDVU+ формат (освен музика, включва видео и снимки).

## Песни
1. „S.O.S.“ (2:33) написана от Ник Джонас
2. „Hold On“ (2:45) написана от Jonas Brothers
3. „Goodnight and Goodbye“ (2:31) написана от Jonas Brothers
4. „That's Just The Way We Roll“ (2:53) написана от Jonas Brothers и Уилям Макаули
5. „Hello Beautiful“ (2:29) написана от Jonas Brothers
6. „Still In Love With You“ (3:10) написана от Jonas Brothers
7. „Australia“ (3:33) написана от Jonas Brothers
8. „Games“ (3:21) написана от Jonas Brothers, Джон Тейлър и Грег Гарбовски
9. „When You Look Me In The Eyes“ (4:09) написана от Jonas Brothers, Пи Джей Бианко и Реймънд Бойд
10. „Inseparable“ (2:50) написана от Jonas Brothers и Джошуа Милър
11. „Just Friends“ (3:07) написана от Jonas Brothers
12. „Hollywood“ (2:49) написана от Jonas Brothers и Джон Фийлдс
13. „Year 3000“ (3:20) написана от Джеймс Борн, Мати Джей, Чарли Симпсън и Стийв Робсън
14. „Kids Of The Future“ (3:19) кавър на песента „Kids in America“; написана от Марти и Рики Уайлд

Общо: 42:49

### Бонуси
Ексклузивна редакция на Wal-Mart:
15. „Baby Bottle Pop Theme Song“ (1:00)
Общо: 43:49
Бонус Джонас (Bonus Jonas) вариант:
15. „Take A Breath“ (3:18)
16. „We Got The Party“ (с Хана Монтана) (3:36) написана от Кара Диогуарди и Грег Уелс
Общо: 49:49
Британска версия (същите песни до 12):
13. „Take a Breath“ (3:18)
14. „Out Of This World“ (3:10)
Общо: 42:43

## Сингли
„Year 3000“
„Year 3000“ е първият сингъл от едноименния албум на Jonas Brothers. Първоначално се появява в първия албум на групата като кавър. Издаден е на 12 март 2007. Достига №71 в австралийската класация ARIA и №31 в Billboard Hot 100, като по този начин става първият сингъл на групата, достигнал позиции в класации, и първият, влязъл в топ-четиредесет в САЩ.
„Hold On“

„Hold On“ е вторият сингъл от албума и е издаден на 22 май 2007. Включена е в продукцията на Дисни Джони Капахала: Завръщане и видеоклип е пуснат като реклама и трейлър. Достига №53 в американската класация BillboardHot 100.
„SOS“

„SOS“ е третия и най-успешен сингъл от Jonas Brothers и е пуснат на 3 август 2007. В Австралийската класация ARIA достига №47, №49 в Canadian Hot 100", №26 в Немската Сингъл Класация, №14 в Ирландската Сингъл Класация, №13 във Великобританската Сингъл Класация и №19 в американската Billboard Hot 100. Става първият им сингъл, участвал в класации в Канада, Германия, Ирландия и Великобритания, както и първият им, достигнал топ-двадесет в САЩ.
„When You Look Me In The Eyes“

„When You Look Me In The Eyes“ е четвъртият, последен, сингъл от албума и излиза на 25 януари 2008. Презапис е на песента, която се появява първоначално в едноименния албум на Ник Джонас. Той представлява третото им участие в Австралийска класация (№46 в ARIA), второто в Канада и Великобритания (№30 и в двете държави) и четвъртото в Щатите (№25 в Billboard Hot 100, което го прави третият им сингъл в топ-четиредесет).

## Бонус Джонас Версия на DVD
Албумът Jonas Brothers Bonus Edition включва DVD, съдържащо следното:
- Пълно Концертно Представление:
  - „Kids of the Future“
  - „Just Friends“
  - „SOS“
  - „Goodnight and Goodbye“
  - „Hello Beautiful“
  - „Australia“
  - „That's Just The Way We Roll“
  - „Hollywood“
  - „Inseparable“
  - „Still In Love With You“
  - „Hold On“
  - „Year 3000“

- Видео Клипове:
  - „SOS“
  - „Hold On“
  - „Kids of the Future“
  - „Year 3000“

Общо: около 55 минути

## Изпълнители
- Ник Джонас – вокал, китара, пиано, барабани
- Джо Джонас – вокал, китара, перкусии, клавирни инструменти
- Кевин Джонас – беквокали, китара
- Грег Гарбовски – бас китара
- Джон Тейлър – китара
- Джак Лоулес – барабани
- Райън Лайстман – клавирни инструменти

## Дати на издаване по света
| Регион         | Дата             | Забележка           |
| -------------- | ---------------- | ------------------- |
| САЩ            | 7 август 2007    |                     |
| САЩ            | 30 октомври 2007 | Бонус Джонас Версия |
| Япония         | 5 декември 2007  |                     |
| Мексико        | 4 февруари 2008  |                     |
| Бразилия       | 12 февруари 2008 |                     |
| Австралия      | 23 февруари 2008 |                     |
| Европа         | 13 юни 2008      |                     |
| Великобритания | 23 юни 2008      |                     |
| Швеция         | 25 юни 2008      |                     |

## Позиции в класации
| Класация (2007)                          | Най-висока позиция | Приз/Рейтинг | Продажби  |
| ---------------------------------------- | ------------------ | ------------ | --------- |
| Класация на албумите Аржентина           | 1                  | Платинен     | 64 100    |
| Класация на албумите Австралия           | 43                 |              |           |
| Класация на албумите Австрия             | 14                 |              |           |
| Класация на албумите Белгия              | 7                  |              |           |
| Класация на албумите Белгия              | 11                 |              |           |
| Billboard 200 (САЩ)                      | 5                  | Платинен     | 1 820 000 |
| Класация на албумите Централна Америка   | 1                  | Златен       | 10 000    |
| Класация на албумите Чили                | 4                  | Златен       | 10 000    |
| Класация на албумите Колумбия            | 5                  | Златен       | 15 000    |
| Класация на албумите Дания               | 9                  |              |           |
| Класация на албумите Холандия            | 65                 |              |           |
| Класация на албумите Финландия           | 32                 |              |           |
| Класация на албумите Франция             | 16                 |              |           |
| Класация на международните албуми Гърция | 2                  | Златен       | 10 000    |
| Класация на албумите Ирландия            | 14                 | Златен       | 7500      |
| Класация на албумите Италия              | 10                 | Платинен     | 70 000    |
| Класация на алубмите Мексико             | 3                  | Платинен     | 102 400   |
| Класация на албумите Нова Зеландия       | 29                 |              |           |
| Класация на албумите Норвегия            | 20                 |              |           |
| Класация на албумите Полша               | 12                 | Златен       | +10 000   |
| Класация на албумите Португалия          | 13                 | Златен       | 10 000    |
| Класация на албумите Испания             | 5                  | Златен       | 40 000+   |
| Класация на албумите Швеция              | 16                 |              |           |
| Класация на албумите Швейцария           | 53                 |              |           |
| Класация на албумите Великобритания      | 9                  | Златен       | 260 000+  |
| Топ 40 албума Венецуела                  | 1                  | Златен       | 10 000    |
| Света                                    | 11                 | 3× Платинен  | 3 000 000 |